# Molassana
Molassana est un quartier important (environ 30 000 habitants) de la périphérie de Gênes, situé dans la vallée du Bisagno, à l'intérieur des terres à l'est de la ville.
À l'origine commune autonome, elle est intégrée dans la Grande Gênes en 1926. De là lui vient sa composition peu homogène : des villas – autrefois résidences de villégiatures des Génois – alternent avec des immeubles populaires. De même, des noyaux fortement urbanisés alternent avec des champs comme en rase campagne.

Molassana est un faubourg résidentiel qui, bien que populaire, reste d'aspect rural à bien des endroits.
Les Génois connaissent surtout Molassana pour ses nombreuses trattorie de cuisine ligure typique, pour ses édifices sportifs assez nombreux (l’ensemble sportif pluridisciplinaire de la Sciorba), et pour les excursions que le quartier offre en abondance, par exemple le long de l’aqueduc historique de Gênes, qui fait ici une bonne partie de son parcours.
Digne également d'être mentionné, le "Castelluzzo di Molassana" à 307 m ; un ancien bastion défensif, des plus anciens dans le pays génois, qui pourrait remonter à la fin du Xe siècle.
Enfin, les Terre Rosse (terres rouges), juste sous le Castelluzzo à environ 270 m d'altitude, composées de rochers et d'argile rouge, où la végétation peine à s'imposer, formant ainsi un paysage quasi lunaire.
Dans l'histoire de Molassana il faut rappeler les aventures du Grand Diable (Giuseppe Musso), brigand de la fin du XVIIIe siècle qui sévissait ici, sur la route de Gênes à Plaisance. L’écho de sa légende s'entend encore, jusque dans une tragédie qui lui fut dédiée.
Entre les prés et les immeubles massifs on rencontre le Théâtre de l’Ortica, une compagnie de thérapie par le théâtre et un théâtre social, unique en son genre en Ligurie.